# Ягала (водоспад)

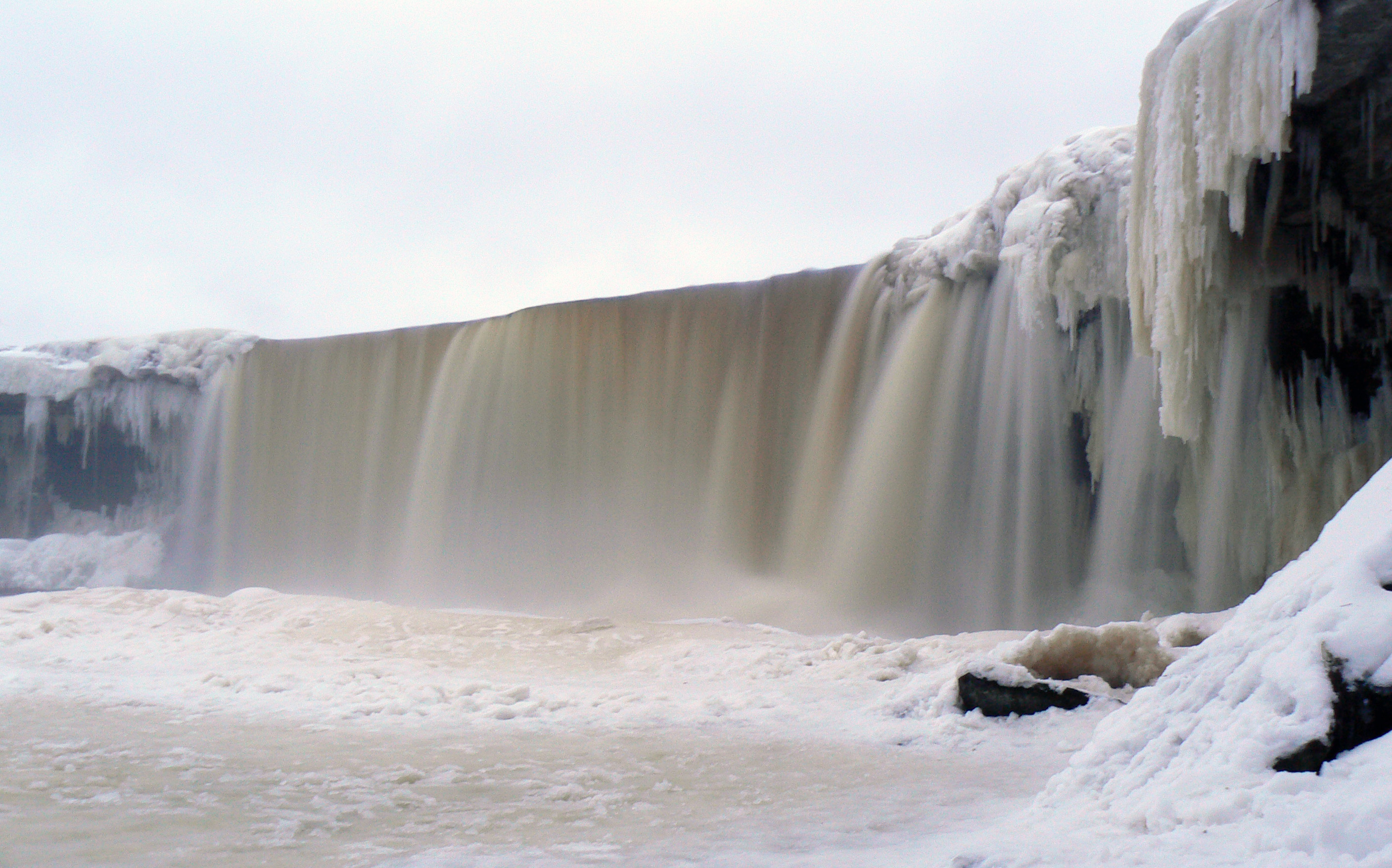
Водоспад Ягала взимку

Ягала (ест. Jägala juga) — водоспад на однойменній річці в Естонії, повіті Харьюмаа, волості Йиеляхтме, за 4 км від впадання річки в Фінську затоку, за 25 км на схід від Таллінна.

## Історія
У давні часи в народі існувала інша назва водоспаду — Йоарюнгас (ест. Joarüngas).

## Опис
Висота водоспаду близько 8 метрів, а ширина близько 50 м. Дані показники дозволяють говорити про те, що це один з найбільших водоспадів в Естонії. Водоспад утворює під собою уступ, під яким можна пройти по всій ширині водоспаду, що, безумовно, робить його ще цікавішим, проте варто бути обережним, оскільки прохід усипаний великим і слизьким камінням, що представляють небезпеку.
Річка Ягала протікає по поверхні Балтійсько-Ладозького глінту, в кінці якого утворюється уступ, що створює водоспад. В свою чергу, водоспад утворює долину завдовжки 300 та завглибшки 12-14 метрів. Щороку долина збільшується в бік витоку річки. Це явище пояснюється природним руйнуванням глінту потоком води.
Водоспад Ягала є охоронним природним об'єктом Естонії. Особливо мальовничий він навесні, під час танення снігів і повені.

## Цікаві факти

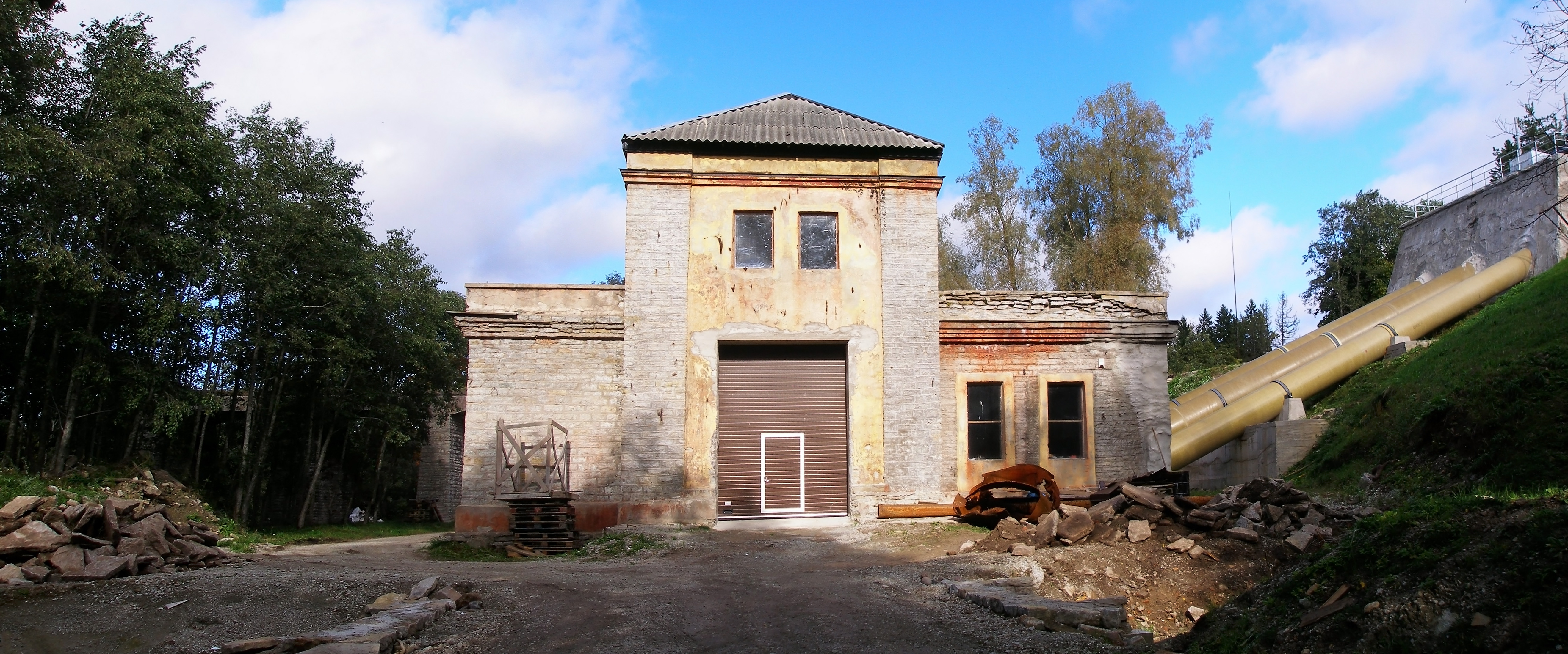
Відновлена будівля, де знаходилася «Кімната» з фільму «Сталкер», водоспад Ягола, Естонія

- На покинутій гідроелектростанції (зараз відновлена) біля водоспаду Ягала знімалися деякі сцени фільму А. Тарковського «Сталкер» та сцена з фільму Андрія Єрмаша «Кінець Вічності».

## Фотографії

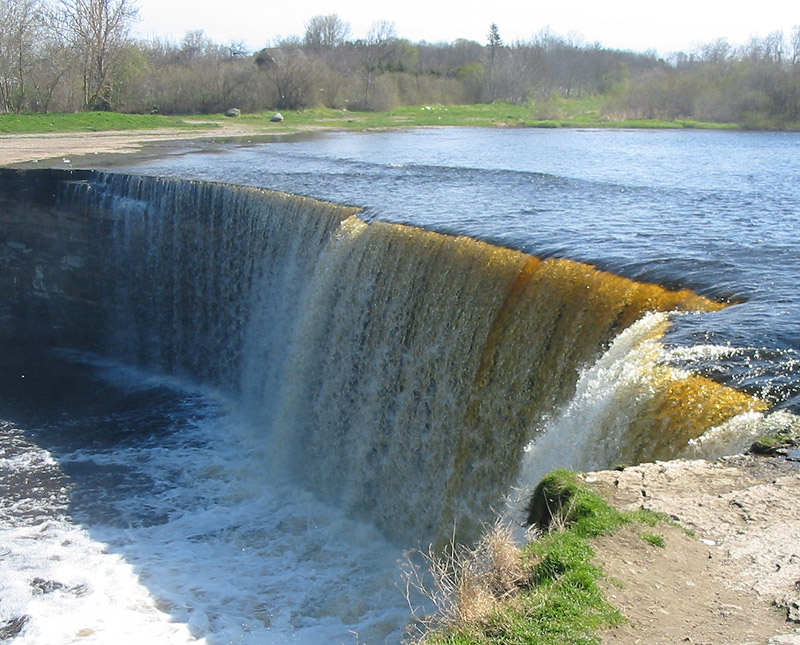
Весна
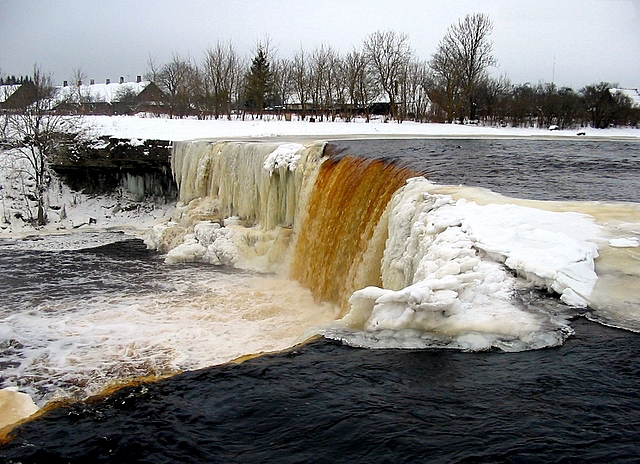
Зима
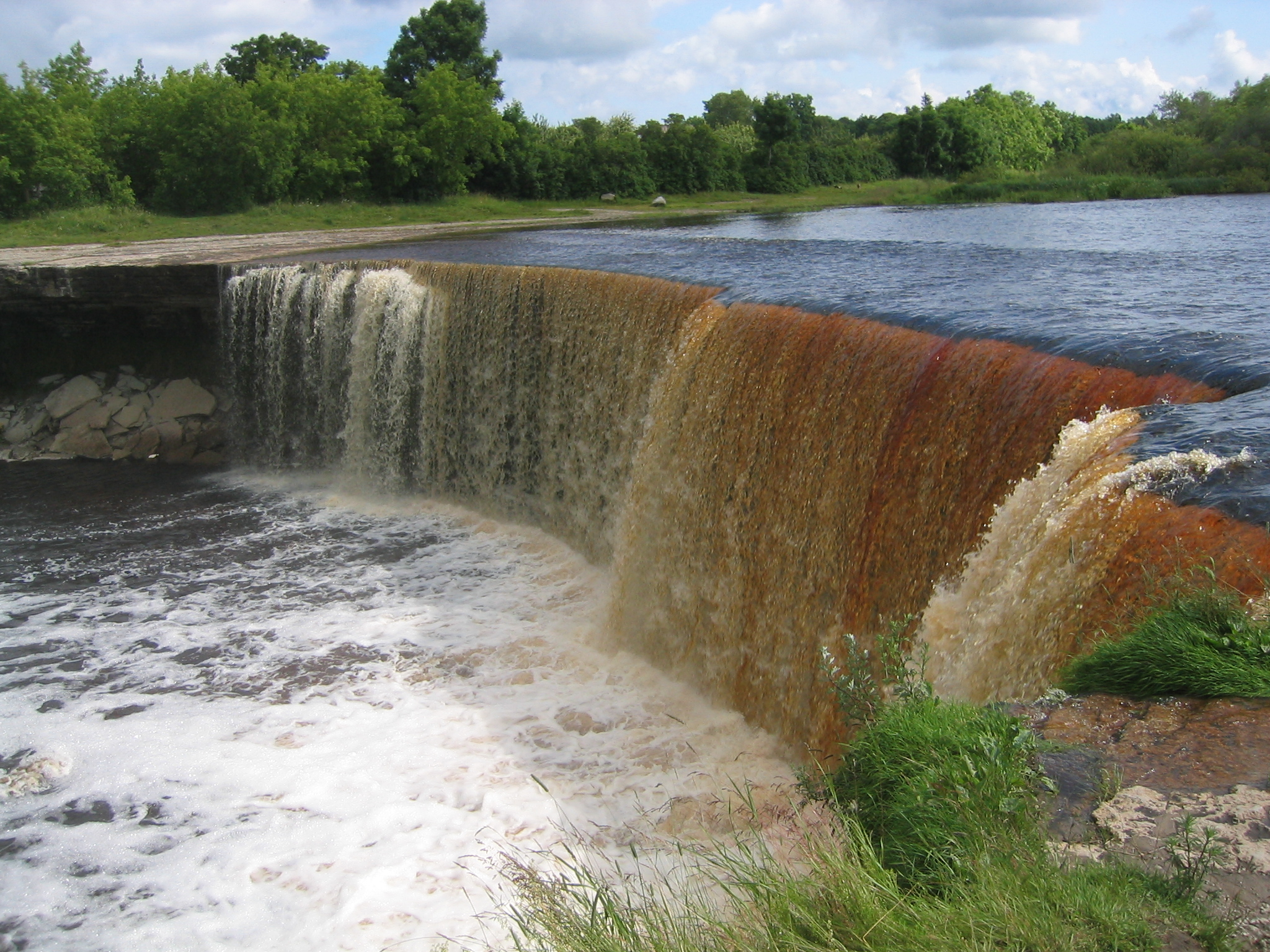
Літо
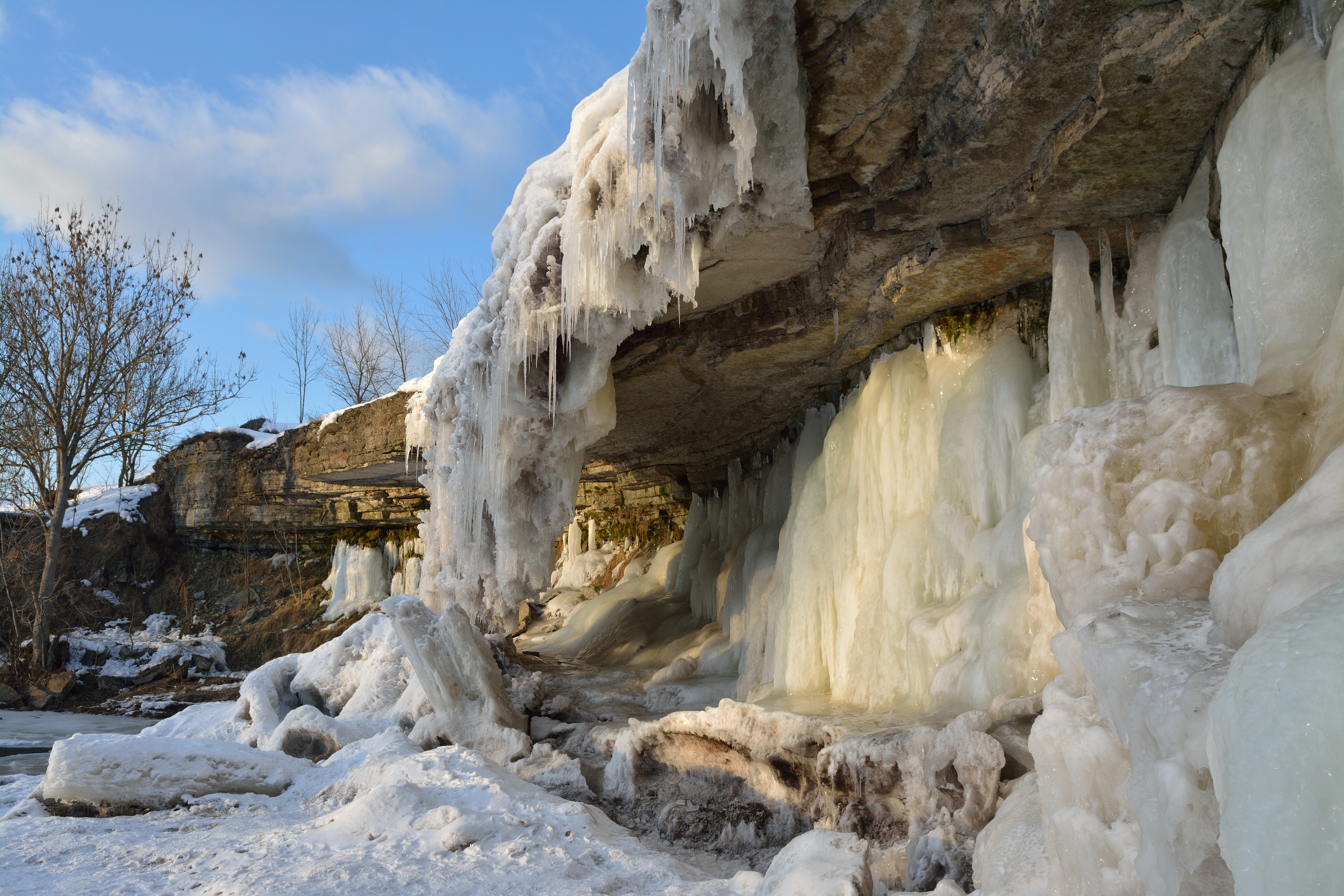
Березень 2013
Березень 2013

### Фото і відео
- 360 º QTVR повноекранні панорами водоспаду Ягала